# Javier Pérez Fernández
Javier Pérez Fernández (Zamora, 1970) é um escritor espanhol. Autor de diversas obras, jornalísticas e de ficção, ganhou em 2006 o Prêmio Azorín por sua novela A crin de Damocles.

## Produção
Como autor de relatos curtos tem recebido numerosos prêmios, entre os que se contam o Ánxel Fole, Terra de Monegros, Ateneo de León, Villa de Muel, Lasarte Oria, Álvarez Tendero, José Nogales, Gabriel Aresti e Castillo Puche, entre outros. Tem publicado uma veintena de relatos em diversas antologías.
Profissionalmente, especializou-se em marketing e economia agrária. Foi director durante dez anos de revista-a Campus, na Universidade de León
Começou a escrever aos catorze anos em jornais e revistas, concretamente em Bedunia, da Bañeza como autor satírico, e no diário A Crónica-O Mundo, onde realizou um suplemento dominical sobre história militar leonesa.
Seus principais trabalhos pertencem ao campo da novela, especialmente nos géneros histórico e policíaco, que costuma fundir em suas obras. Nesse sentido, centrou-se especialmente no período entre guerras, com três novelas ambientadas na República de Weimar, outra nos anos imediatamente anteriores à Segunda Guerra Mundial (na época da Grande Purga de Stalin), e uma mais sobre o papel da mulher em Japão durante a Guerra do Pacífico.
Seguidor do relato clássico, utiliza com frequência um tom vagamente romântico ou tenebroso que recordam às vezes as ambientaciones do género gótico. Sua temática, em mudança, trata de encaixar o maravilhoso no quotidiano, com obras como "indícios evidências provas..." (Prêmio Baltasar Porcel 2017), onde se aborda um processo judicial no que tudo é normal até que de repente deixa do ser por obra de um acontecimento quase fantástico..
Em 2006 Ganhou o Prêmio Azorín com sua obra A crin de Damocles, ambientada nos anos da grande Inflação, durante a República de Weimar.
Em 2009 ganhou o Prêmio o Fungible, de Alcobendas, com a obra Não malgastes as flores, a médio caminho entre o costumbrismo e o relato fantástico. Esta obra foi qualificada como um dos mais originais relatos de fantasmas espanhóis das última décadas.
Em 2011 obteve o Prêmio de Novela Cidade de Badajoz por sua obra O sequestro do candidato, um thriller político no que se misturam o humor negro, a trama policíaca e a crítica social.
Em setembro de 2014 recebeu o prêmio de novela "Ateneo de Valladolid", por sua obra Violín negro em orquestra vermelha, ambientado na Grande Purga de Stalin, e a Operação Tujachevsky.
Em 2017, recebeu o Prêmio de Novela breve "Baltasar Porcel", de Andratx, por sua obra, Indícios, evidências, provas...
Em 2018 foi galardoado com o Prêmio Encina de Prata de novela curta, de Navalmoral de mata-a, por sua obra O caso da culpa em conserva, um thriller histórico e político sobre o desaparecimento de uma mulher durante os últimos anos do franquismo.

## Obras
- Apagar o sol (2003)
- A crin de Damocles (2006)
- A espinha da amapola (2008)
- Não malgastes as flores (2009)
- A Cinza (2010)
- O sequestro do candidato (2012)
- Violín negro em orquestra vermelha (2015)
- Llara, a maldição das águias (2016)
- Indícios, evidências, provas ... (2018)
- El caso de la culpa en conserva (2019)
- Catálogo informal de todos los papas (2021)